# Niaqornat
Niaqornat (em gronelandês: "Cabeça em forma") é um assentamento no município de Qaasuitsup, oeste da Gronelândia. O assentamento está localizado na costa norte da Península Nuussuaq, com uma ampla vista sobre o fiorde Uummannaq. Em 2010 tinha 58 habitantes.

## Transporte
A Air Greenland serve o assentamento com voos de helicóptero do Heliporto de Niaqornat para o Heliporto de Uummannaq. Não há voos diretos para o Aeroporto de Qaarsut, situado em Qaarsut, uma vila a aproximadamente 37km a sudoeste de Niaqornat, na mesma praia da Península de Nuussuaq. Portanto quem quer ir para Oqaatsut, tem que apanhar um helicóptero no Heliporto de Uummannaq.

## População
A população diminuiu quase um terço em relação a 1990 e por quase um quarto em relação a 2000, refletindo uma tendência geral na região.